# ピコン
ピコン（picong またはpiquant）は、トリニダード・トバゴで、他の誰かに対する、軽いユーモアのある冷やかし。好意的な態度をもって、お互いをやじり倒して馬鹿にする。それは気分が悪くなるような侮辱ではなく、ユーモアと侮辱のギリギリのラインは守られる。日常生活での口喧嘩や討論においても用いられ、高いユーモアを保っている人は「ピコンがある」と評される。
また、カリプソの歌詞の中では、ピコンは特徴的な要素だ。カリプソニアン同士が、即興の歌や語り（エクステンポ、extempo）で競争相手を罵倒するカリプソ・ウォー (calypso war) においても、ピコンは重要な要素として評価される。